# Whitecraig
Whitecraig è un villaggio scozzese nella periferia di Edimburgo. È stata da poco incorporata nell'area amministrativa dell'East Lothian.